# Marchéville-en-Woëvre
Marchéville-en-Woëvre település Franciaországban, Meuse megyében. Lakosainak száma 68 fő (2022. január 1.). Marchéville-en-Woëvre Harville, Maizeray, Riaville, Saint-Hilaire-en-Woëvre és Saulx-lès-Champlon községekkel határos.

## Népesség
A település népességének változása:
| Lakosok száma | 78   | 67   | 70   | 74   | 79   | 76   | 68   | 67   | 66   | 68   |
|               | 1968 | 1982 | 1990 | 2006 | 2013 | 2015 | 2017 | 2019 | 2020 | 2022 |